# Forward Freight Agreement
Ein Forward Freight Agreement (FFA) ist ein Termingeschäft, das den Vertragspartnern (typischerweise Schiffseigner und Charterer) ermöglicht, eine Frachtrate für eine bestimmte Ladung auf einer bestimmten Route im Voraus zu fixieren.

## Hintergründe
FFAs für Massengüter entwickelten sich aus BIFFEX (ein Index-Future Contract, der an LIFFE gehandelt wurde). Die Index-Futures stellten einen Korb von drei Schiffsgrößen dar, die sich unterschiedlich und auch gegensätzlich bewegten. Handelshäuser meldeten Bedarf an, ihre Frachtpositionen spezifischer abzusichern. Mit FFAs kann eine bestimmte Index-Route abgesichert werden, die ein wesentlich genaueren Hedge bietet. 1992 war es so weit und der erste FFA wurde gehandelt. Seither sind FFAs fest etabliert in der Schifffahrt als ein Bestandteil der Frachtkomponente.
Seit 1992 hat sich viel getan. Der Baltic Freight Index (seit 1999 Baltic Dry Index) hat sich weiterentwickelt und wurde gesplittet, so dass Capesize, Panamax, Supramax und Handysize (verschiedenen Schiffsgrößen) jeweils einen separaten Index bekamen. Tanker FFAs sind 1998 mit der Entstehung des Baltic Dirty Tanker Index (BDTI) und des Baltic Clean Tanker Index (BCTI) ins Leben gerufen worden. Sie stellen den fehlenden Link dar zwischen den disparaten Märkten der zu Grunde liegenden Rohstoffmärkte.
Der Tanker FFA (Forward Freight Agreement) Markt deckt eine Reihe von Standard-Tanker-Schifffahrtsrouten ab und berücksichtigt dabei die unterschiedlichen Transporteinheiten. Rohöl wird in größeren Mengen und daher auch in größeren Schiffen befördert, wohingegen das raffinerierte Öl in kleineren Mengen verschifft wird. Mit den ersten Clearing-Möglichkeiten im Jahr 2001 kam der Durchbruch zur Finanzwelt. Dieser Schritt brachte mehr Handelsvolumen und Liquidität in den Markt. Das monatlich gehandelte Volumen hatte 2008 für den Bulk-Bereich die 3-Millionen-Lotmarke überschritten.
FFAs gehören zu den Frachtderivaten. Das FFA findet dabei Anwendung auf den Haupthandelsrouten der Tanker- und Schüttgutbranche. FFAs sind zweiseitige Over The Counter (OTC) Abkommen zwischen Händlern/Kommittenten (principal-to-principal Basis) und als solche flexibel in der Ausgestaltung, aber nicht börsengehandelt.
Ein FFA wird durch Zahlung abgewickelt und verbrieft keinen Anspruch auf Frachtkapazitäten oder die Beförderung einer Ware.
Ein FFA regelt:
1. die vereinbare Route,
2. den Tag, den Monat und das Jahr der Verrechnung,
3. die Vertragsgröße,
4. und die Vertragsrate, an der sich die Ausgleichszahlung orientiert.

Die Zahlung wird innerhalb von fünf Tagen nach Verrechnungsdatum getätigt.
Der Basiswert der FFAs ist ein gewählter Preisindex, der auf den Preisen von verschiedenen Routen und Schiffsgrößen bzw. Schiffstypen basiert. Diese Indizes werden täglich von der Baltic Exchange veröffentlicht. Die Verrechnung erfolgt häufig gegen einen Durchschnitt des Index-Preises über mehrere Handelstage.

### Konzept
Der Hauptunterschied zwischen einem FFA und einer physischen Charter ist, dass beim Papierhandel weder die Möglichkeit noch die Notwendigkeit besteht Schiff oder Fracht zu bewegen. Damit ergibt sich eine Flexibilität bei der Risikoabsicherung, die weitaus größer ist als das bei Anwendung der althergebrachten Methoden möglich war. In jedem Fall wird der FFA am Tag der Fälligkeit (settlement) monetär gegen den von der Baltic Exchange verifizierten Index abgerechnet.
Zwei Parteien einigen sich für eine bestimmte Route auf einen Preis für ein FFA und damit auf ein in der Zukunft liegendes Fälligkeitsdatum. Eine der Parteien tritt als Käufer, die andere als Verkäufer auf. Wenn das Fälligkeitsdatum erreicht ist und der Abrechnungspreis (settlement price) höher liegt als der vereinbarte Vertragspreis für den FFA, zahlt der Verkäufer dem Käufer die Differenz zwischen dem Vertragspreis und dem Abrechnungspreis. Wenn der Abrechnungspreis niedriger ist als der Vertragspreis, kompensiert der Käufer den Verkäufer basierend auf dieser Differenz.
Der Standard-Abrechnungspreis errechnet sich beim Handel einer individuellen Route aus dem Durchschnitt der letzten sieben oder zehn von der Baltic Exchange publizierten Index-Tage des jeweilig relevanten Monats. Wird hingegen eine Periode gehandelt, wird zur Ermittlung des Standard-Abrechnungspreises der Durchschnitt aller Index-Tage zu Grunde gelegt. In einvernehmlicher Absprache können sich zwei Vertragsparteien auch auf eine andere Grundlage zur Ermittlung des Abrechnungspreises einigen. Ein gutes Beispiel findet man auf der Webseite alstertrader.de.

### Freight Futures
Neben den individuell veränderbaren, nicht börsengehandelten Freight Forwards existieren börsengehandelte, (hinsichtlich der Route) standardisierte Frachtderivate, die Freight Futures. Diese werden über die International Maritime Exchange (IMAREX) und die New York Mercantile Exchange (NYMEX) gehandelt. Die angeschlossenen Clearinghäuser der beiden Börsen treten beim Future-Handel als Handelspartner auf und bieten dadurch einen Clearingservice für die gehandelten Papiere.
Der Vorteil der Freight Futures gegenüber den Freight Forwards liegt im Clearing. Dadurch wird das Kreditrisiko des Handelspartners ausgeschlossen. Ein Nachteil ergibt sich aus der reduzierten Flexibilität der standardisierten Produkte.
An der IMAREX werden 19 Routen gehandelt, an der NYMEX 9 Routen (ausschließlich Tanker).

### Hybride FFAs
Hybride FFAs sind Freight Forwards, für die ein Clearingservice durch LCH.Clearnet und SGX AsiaClear angeboten wird. Der Service wird angeboten, um das Kreditrisiko des Handelspartners auszuschließen.

### OTC Freight Options
Fracht Optionen haben als Basiswert eine gewählte Handelsroute und als Basispreis den dazugehörigen Durchschnittspreis vergangener Handelstage. Die Option arbeitet hierbei als Preisversicherung.
Freight Options sind ausgestaltet als Asiatische Optionen und haben monatliche, vierteljährliche und ganzjährliche Fälligkeiten. Der Hauptgrund zur Ausgestaltung als Asiatische Optionen ist die relative Anfälligkeit des noch unreifen Freight-Option-Marktes für Preismanipulationen.

### Marktübersicht
Der internationale Markt für Forward Freight Agreements wird auf rund 155 Milliarden US-Dollar geschätzt. Die FFA-Raten sind ein Schätzer für zukünftige Marktpreise. Die Preisunsicherheit bleibt jedoch hoch.